# Franck Junillon
Franck Junillon, né le 28 novembre 1978 à Montpellier, est un ancien joueur de handball international français. Il mesure 1,95 m pour 98 kg. Il évoluait au poste d'arrière gauche ou demi centre en équipe de France et, pendant 11 saisons, au Montpellier Handball.

## Biographie
Franck Junillon a longtemps joué au Montpellier Handball. Avec Montpellier, il remporte 9 titres de champion de France, 8 Coupes de France, 5 Coupes de la Ligue ainsi que la Ligue des champions en 2003. Il quitte le club en 2008 pour partir en Allemagne, au club de Melsungen. En 2010, il revient en France jouer au club de Nîmes, notamment dans le but de terminer ses études de kinésithérapeute. Il y retrouve notamment son ancien coéquipier Laurent Puigségur, devenu entraîneur du club gardois. En 2012, au terme d'une saison terminée à la dernière place en championnat, non reconduit par Nîmes, il décide de mettre un terme à sa carrière, à l'âge de trente-quatre ans. Il évolue alors au niveau amateur avec le Handball Club Grabels avec lequel il remporte  la Coupe de France départementale en 2014.
Franck Junillon connait sa première sélection en équipe de France le 26 décembre 2001 dans une équipe qui a remporté le championnat du monde 2001 quelques mois plus tôt. S'il ne fait pas partie des meilleurs joueurs français du moment, sa polyvalence et ses qualités défensives lui permettent de participer à plusieurs compétitions internationales. Médaillé de bronze au Championnat du monde 2005, il devient champion du monde quatre plus tard en Croatie puis champion d'Europe en 2010. Le 19 janvier 2011, il est appelé pour participer au championnat du monde 2011 en Suède, en remplacement de Sébastien Bosquet, et remporte son second titre de champion du monde.

## Palmarès

### Sélection nationale
Championnats du monde
- Médaillé de bronze au Championnat du monde 2005 en  Tunisie
- Médaillé d'or au Championnat du monde 2009 en  Croatie
- Médaillé d'or au Championnat du monde 2011 en  Suède

Championnats d'Europe
- Médaillé d'or au Championnat d'Europe 2010 en  Autriche
- 6e place au Championnat d'Europe 2004 en  Slovénie

### Club
Compétitions internationales
- Vainqueur de la Ligue des champions (1) : 2003

Compétitions nationales
- Vainqueur du Championnat de France (9) : 1998, 1999, 2000, 2002, 2003, 2004, 2005, 2006, 2008
- Vainqueur de la Coupe de France (8) : 1999, 2000, 2001, 2002, 2003, 2005, 2006, 2008
- Vainqueur de la Coupe de la Ligue (5) : 2004, 2005, 2006, 2007, 2008

Autres
- Vainqueur de la Coupe de France départementale (1) : 2014

### Distinctions individuelles
- élu meilleur défenseur de la saison en championnat de France (1) : 2007